# بوبی قهوه‌ای
بوبی قهوه‌ای (نام علمی: Sula leucogaster) پرنده‌ای دریایی و بزرگ وابسته به خانواده بوبیان (Sulidae) است. بوبی قهوه‌ای بالغ به طول 76 سانتیمتر است. سر و روتنه قهوه‌ای تیره، در حالی‌که بخش‌های دیگر به طور متضاد سفید هستند. نوجوان‌ها قهوه‌ای خاکستری با تیرگی روی سر، بال‌ها و دم هستند. نوک کاملا تیز با لبه دندانه‌دار است.

## زیر گونه‌ها
این پرنده دارای ۴ زیرگونه است:
- Sula leucogaster brewsteri Goss 1888
- Sula leucogaster etesiaca Thayer & Bangs 1905
- Sula leucogaster leucogaster (Boddaert) 1783
- Sula leucogaster plotus (Forster,JR) 1844

## نگارخانه

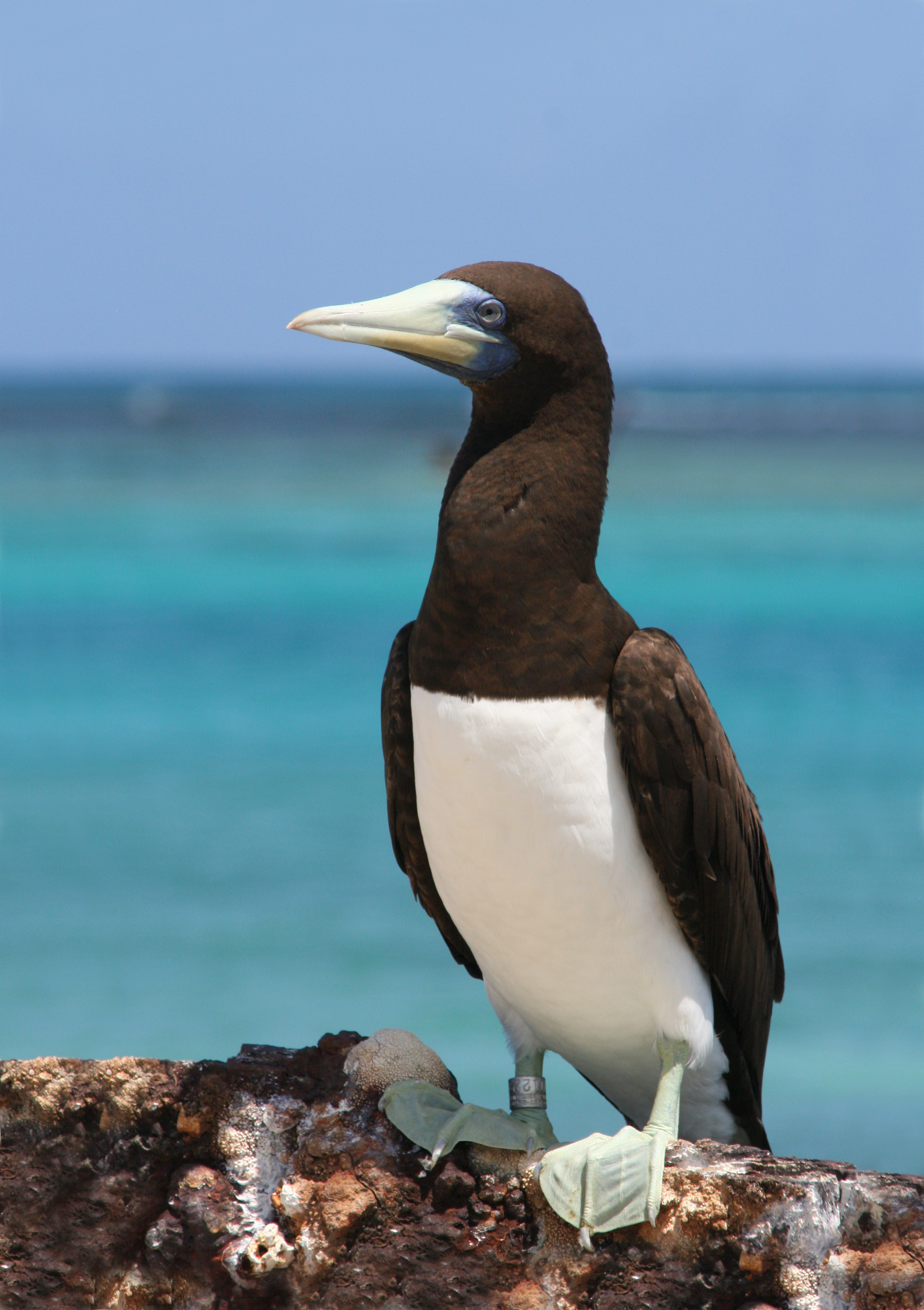
بوبی قهوه‌ای بالغ
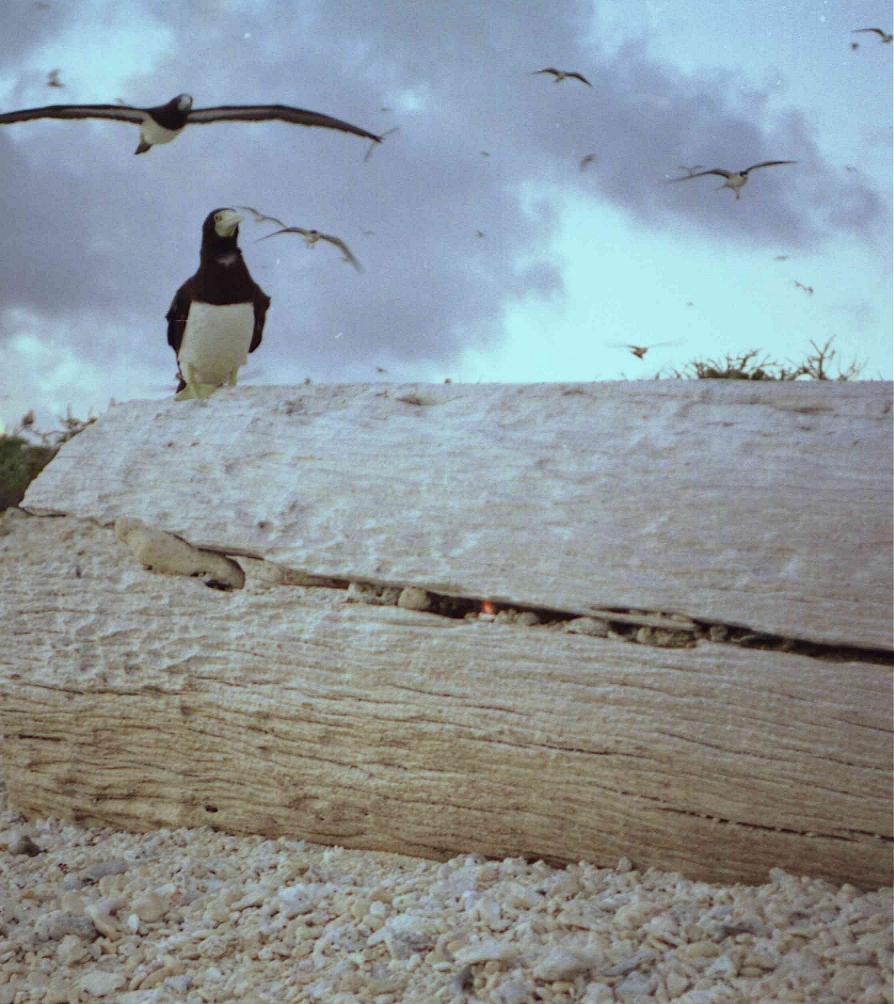
در حال بازگشت به آشیانه در غروب آفتاب، جزایر دریای کورال، استرالیا
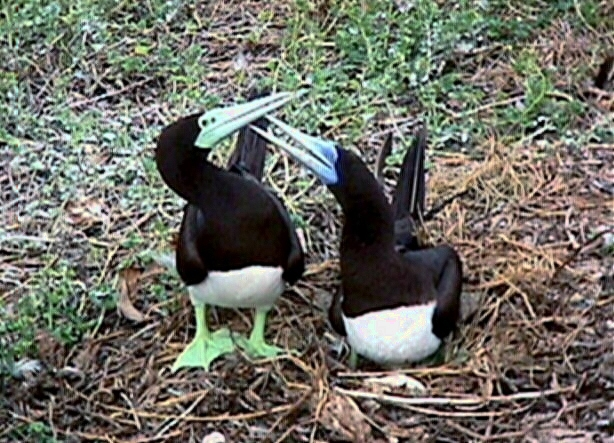
یک لانه چوبی که بر روی زمین ساخته شده
- ویدئو پرنده
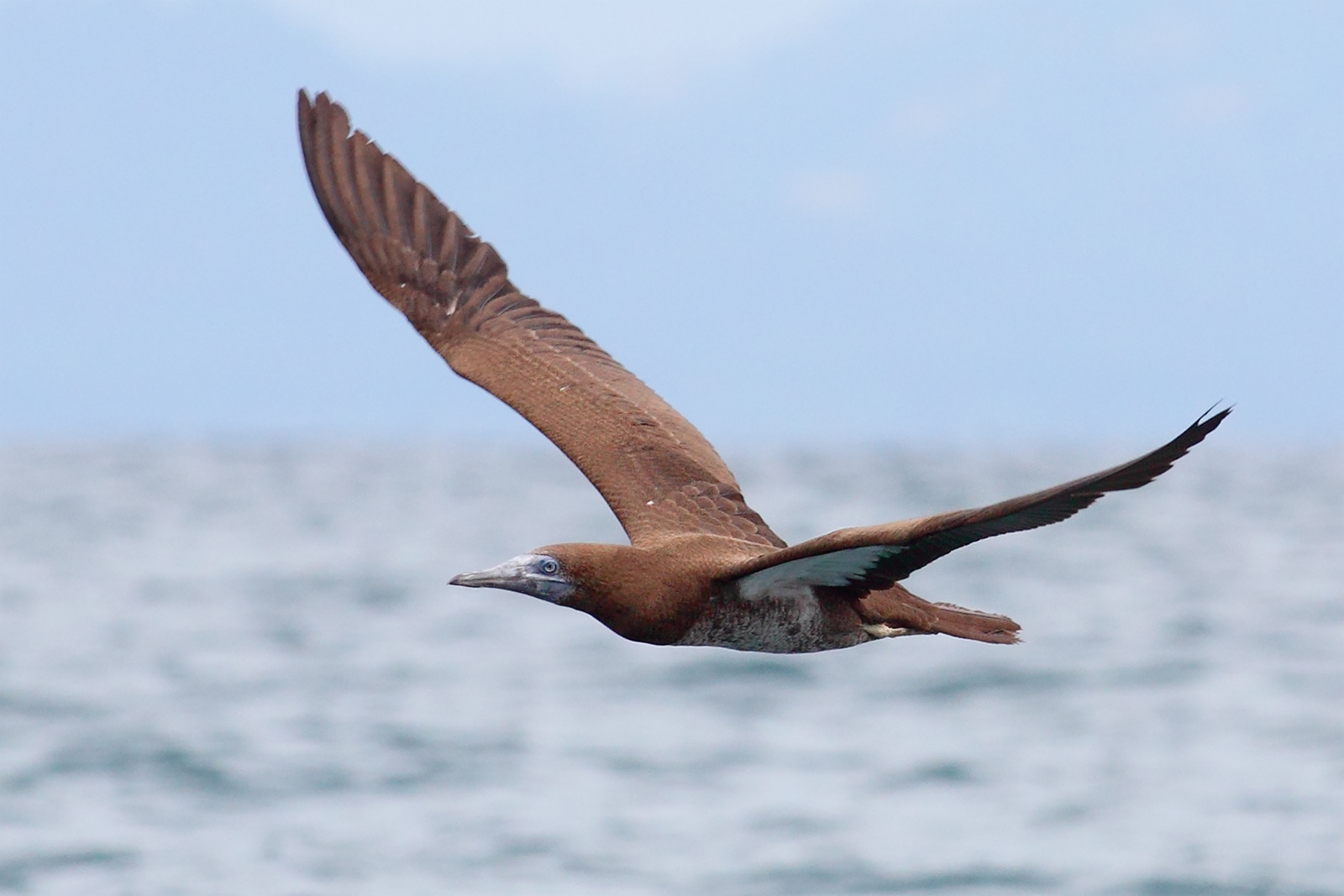
در حال پرواز
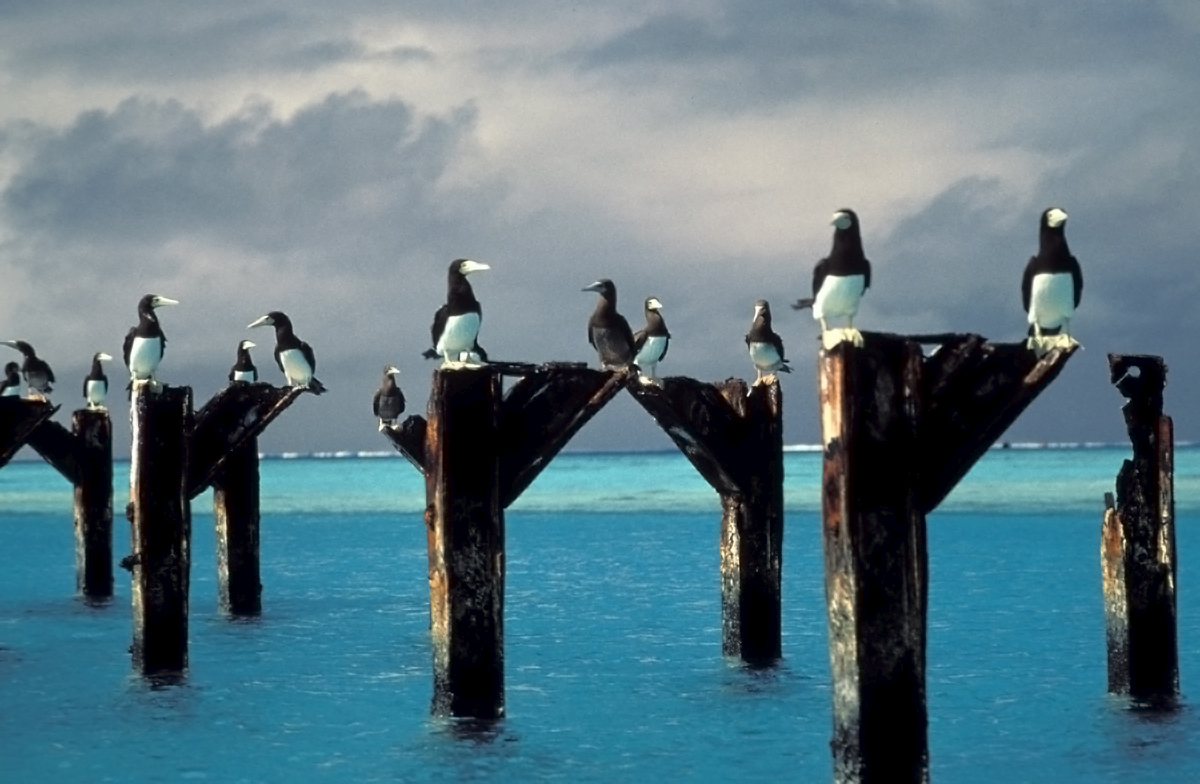
یک گروه از بوبی قهوه‌ای در جزیره جانستون
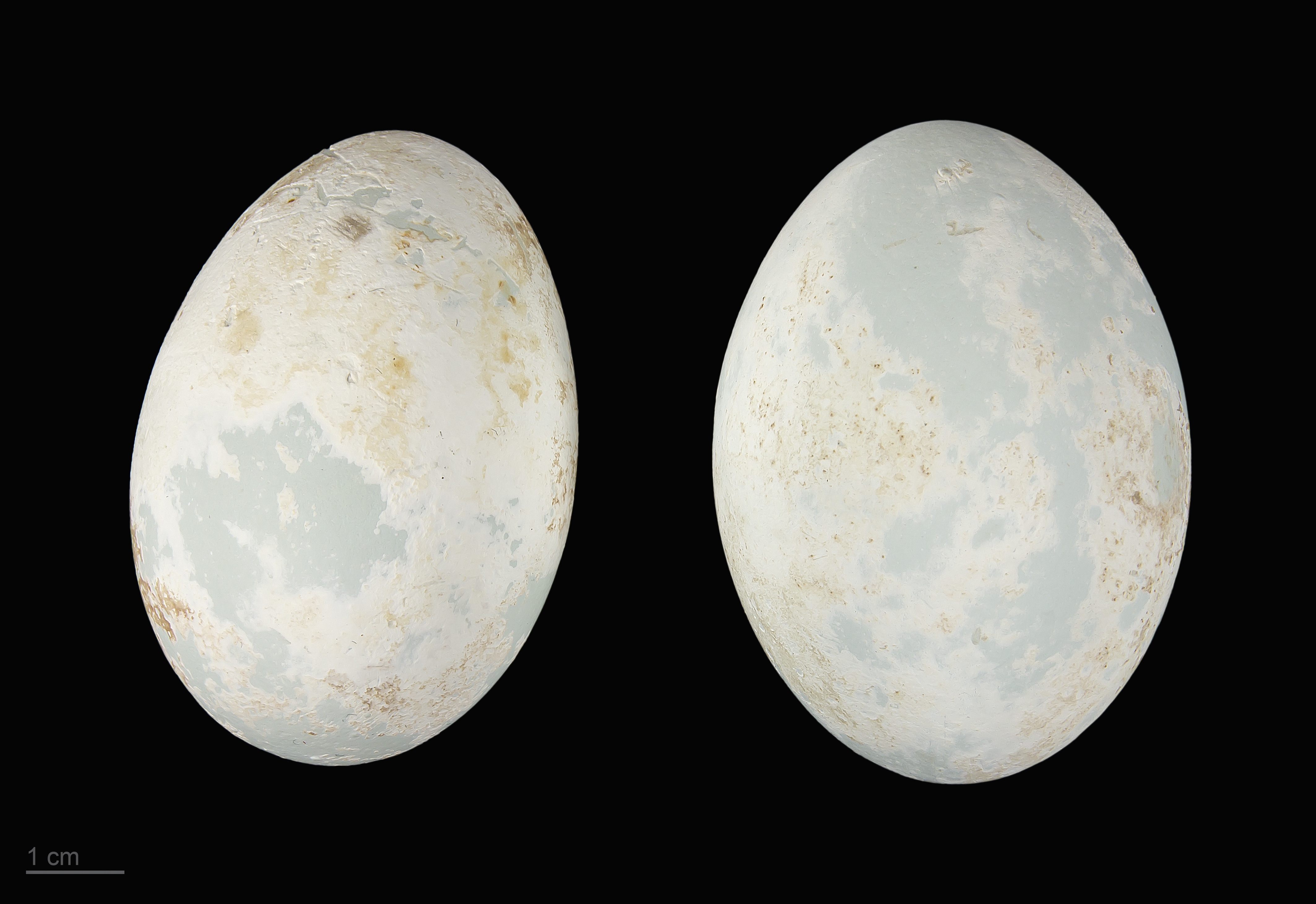
Museum specimen